# Türkische Ägäis-Armee
Die Ägäis-Armee (türkisch Ege Ordusu) ist eine der insgesamt vier Armeen der Landstreitkräfte (Kara Kuvvetleri) der Türkischen Streitkräfte.
Die Ägäis-Armee hat ihr Hauptquartier in İzmir. Zu ihrem Aufgabengebiet gehört der Schutz des türkischen Raumes der Ägäis.

## Gliederung
- Kıbrıs Türk Barış Kuvvetleri Komutanlığı, Truppe auf Zypern (Girne)
- Logistikdivision (Balıkesir)
- 1. Infanterieausbildungsbrigade (Manisa).
- 3. Infanterieausbildungsbrigade (Antalya)
- 11. MotInfanteriebrigade (Denizli)
- 19. Infanteriebrigade (Edremit)
- 57. Artillerieausbildungsbrigade (Izmir)
- 5. Heeresfliegerschule (Muğla)
- 2. Infanterieregiment (Muğla)
- Kommandoschule (Isparta)